# اوله گونا پیترسن
اوله گونا پیترسن (دانمارکی: Ole Gunnar Petersen؛ زادهٔ ۳۰ دسامبر ۱۹۳۴) قایقران قایق بادبانی اهل دانمارک است.